# Mark Warner (homme politique)
Pour les articles homonymes, voir Mark Warner (homonymie) et Warner.
Mark Robert Warner, né le 15 décembre 1954 à Indianapolis, est un homme politique et homme d'affaires américain. Membre du Parti démocrate, il est gouverneur de Virginie de 2002 à 2006, avant d'être élu au Sénat des États-Unis pour l'un des deux sièges de l'État à partir de 2009.

## Biographie

### Enfance et études
Né à Indianapolis, dans l'État de l'Indiana, Mark Warner grandit dans le Connecticut. En 1980, il est diplômé de la faculté de droit de Harvard.

### Carrière professionnelle
Il fait fortune dans les licences et franchises de téléphone cellulaire. Il est le cofondateur de l'entreprise Nextel et investit également dans de nombreuses compagnies de téléphonie mobile.

### Carrière politique
Warner se lance ensuite dans la carrière politique en dirigeant la campagne victorieuse de Douglas Wilder en 1989 pour le poste de gouverneur de Virginie.
En 1996, il tente de se faire élire au Sénat des États-Unis mais est battu par son opposant républicain John Warner.

#### Gouverneur de Virginie
En 2001, Warner mène une campagne basée sur des positions fiscales conservatrices pour se faire élire gouverneur de Virginie. Il bat ainsi le procureur général d'État républicain Mark Earley avec une marge de cent mille voix. Le mandat de gouverneur de Warner est dominé par un combat incessant contre le déficit budgétaire massif de l'État, hérité de son prédécesseur républicain, le gouverneur James S. Gilmore III.
En 2002, les électeurs de Virginie rejette sa proposition d'augmenter les impôts mais les rentrées fiscales finalement augmentent suffisamment pour combler ce déficit.

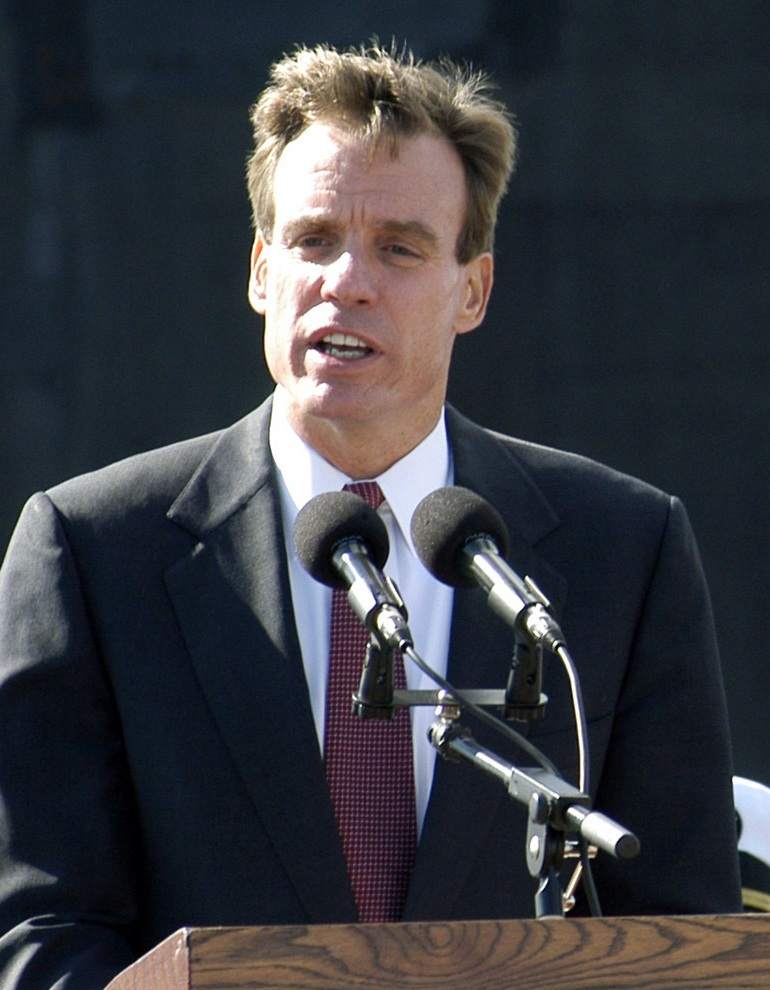
Mark Warner en 2004.

Avec l'aide des législateurs républicains modérés, il procède à de massives augmentations de taxes sur les cigarettes. En 2003, la popularité de Warner permet aux démocrates de l'assemblée de l'État d'augmenter historiquement leurs effectifs à la chambre des délégués bien que celle-ci reste sous le contrôle républicain. Warner parvint même à faire passer une autre loi permettant d'augmenter les taxes afin d'équilibrer les finances de l'État et financer des réformes notamment en matière d'éducation.
Arrivé au terme de son mandat qu'il ne peut prolonger, il soutient activement Tim Kaine, son lieutenant-gouverneur, pour lui succéder. Le 8 novembre 2005, Kaine est élu par 51 % des voix contre le républicain Jerry Kilgore. Cette victoire est en partie due à la popularité de Warner, très impliqué durant la campagne électorale.
Le 13 novembre 2005, Time Magazine distingue Mark Warner comme l'un des cinq meilleurs gouverneurs des États-Unis (ou l'un des cinq les plus performants).

#### Élection présidentielle de 2008

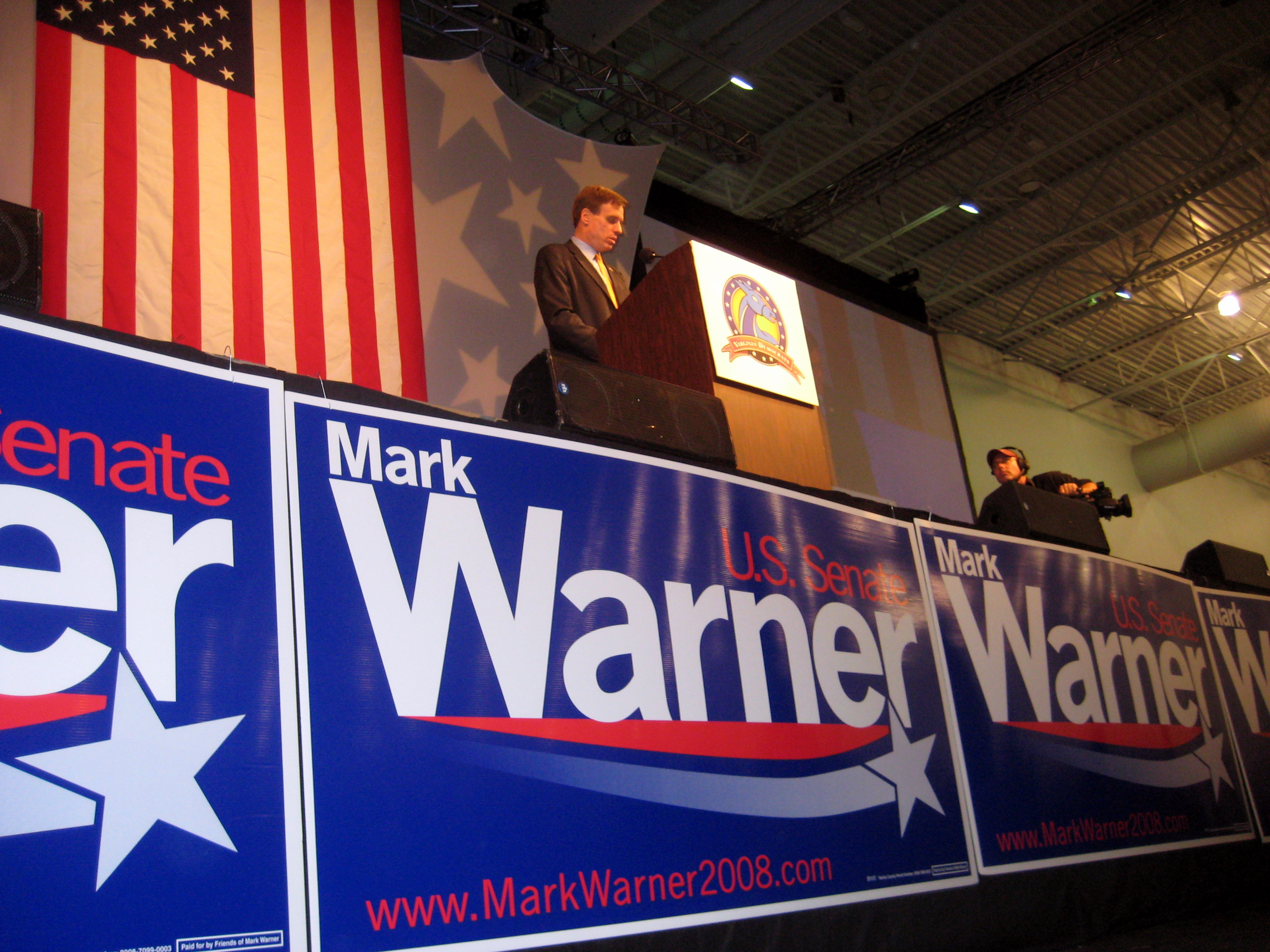
Mark Warner, en juin 2008, acceptant sa nomination comme candidat démocrate au poste de sénateur des États-Unis pour la Virginie.

Warner est longtemps perçu comme un candidat potentiel pour la présidentielle de 2008. Souvent comparé à Bill Clinton du fait de ses origines sociales, géographiques et ses réseaux importants, il pourrait amener dans l'escarcelle démocrate un important État républicain n'ayant pas voté nationalement pour les démocrates depuis 1964. Néanmoins, en octobre 2006 et à la stupéfaction générale des observateurs, Warner annonce qu'il n'est pas candidat à la présidentielle de 2008. Lors de ce scrutin, le candidat du Parti démocrate Barack Obama s'impose en Virginie 52,6 % des voix.

#### Sénateur
Le 13 septembre 2007, Warner annonce son intention de se présenter pour le poste de sénateur de Virginie laissé vacant par l'octogénaire sénateur républicain John Warner. Le 4 novembre 2008, il remporte 65 % des voix contre 34 % à l'ancien gouverneur James S. Gilmore III et entre ainsi au Sénat des États-Unis.
Candidat à un second mandat lors des élections de mi-mandat du 4 novembre 2014, il conserve son siège d'extrême justesse avec 49,1 % des suffrages contre 48,3 % au républicain Ed Gillespie, ancien conseiller du président des États-Unis. L'avance du démocrate sur son concurrent républicain passe donc de 1 141 000 voix à seulement 22 000 en six ans.